# Mariusz Klimczyk
Mariusz Klimczyk (ur. 16 września 1956 w Bydgoszczy) – polski lekkoatleta, specjalista skoku o tyczce, olimpijczyk.

## Osiągnięcia
Zajął 4. miejsce w skoku o tyczce na mistrzostwach Europy juniorów w 1975 w Atenach. Startując w rywalizacji seniorów zajął 11. miejsce na halowych mistrzostwach Europy w 1976 w Monachium.
Zdobył brązowy medal na halowych mistrzostwach Europy w 1977 w San Sebastián, przegrywając jedynie z Władysławem Kozakiewiczem i Finem Anttim Kalliomäkim. W tym samym roku wywalczył złoto spartakiady armii zaprzyjaźnionych. Wziął udział w mistrzostwach Europy w 1978 w Pradze, gdzie zakwalifikował się do finału, ale nie zaliczył w nim żadnej wysokości. Zajął 6. miejsce na halowych mistrzostwach Europy w 1979 w Wiedniu i 8. miejsce na halowych mistrzostwach Europy w 1980 w Sindelfingen.
Wystąpił na igrzyskach olimpijskich w Moskwie w 1980, gdzie w finale zajął 6. miejsce wynikiem 5,55 m (rekord olimpijski, poprawiony chwilę później przez innych uczestników tego konkursu). Trzeci zawodnik konkursu tyczkarzy w ramach IAAF Golden Event (Nicea 1980). Zajął 5. miejsce na halowych mistrzostwach Europy w 1981 w Grenoble. Zwyciężył w półfinale pucharu Europy w 1981 w Warszawie. Zajął 7. miejsce na halowych mistrzostwach Europy w 1984 w Göteborgu, 15. miejsce na halowych mistrzostwach Europy w 1985 w Pireusie i 7. miejsce na światowych igrzyskach halowych w 1985 w Paryżu, które potem zostały uznane za pierwsze halowe mistrzostwa świata.
Był mistrzem Polski na otwartym stadionie w 1986, wicemistrzem w 1976 i brązowym medalistą w 1977, 1978, 1979 i 1981. Dwukrotnie (w 1982 i 1985) był halowym mistrzem Polski, dwukrotnie (w 1980 i 1981) wicemistrzem i raz (w 1979) brązowym medalistą. W 1984 został halowym mistrzem Wielkiej Brytanii (AAA Championships) oraz Węgier. Klimczyk był zawodnikiem Zawiszy Bydgoszcz.

## Rekordy życiowe
Rekord życiowy Klimczyka na otwartym stadionie to 5,60 m (17 sierpnia 1980, Nicea – 14. wynik w historii polskiej lekkoatletyki), a w hali 5,55 m (z 1981). Średnia 10 najlepszych wyników – 5,541 m.